# Niendorf bei Berkenthin
Niendorf bei Berkenthin er en kommune i det nordlige Tyskland, beliggende i Amt Berkenthin under Kreis Herzogtum Lauenburg. Kreis Herzogtum Lauenburg ligger i delstaten Slesvig-Holsten.

## Geografi
Niendorf bei Berkenthin grænser mod øst til Elbe-Lübeck-Kanal og ligger omkring 20 km syd for Lübeck, og 10 km vest for Ratzeburg.